# Plaza Mariscal Deodoro (São Paulo)
La Plaza Mariscal Deodoro (en portugués: Praça Marechal Deodoro), originalmente conocida como Plaza de la Basura (en portugués: Praça do Lixo) es un espacio público de la ciudad de Sao Paulo, Brasil. Es considerada una de las opciones de ocio y cultura para los ciudadanos que se desplazan por la región este/oeste de la ciudad de São Paulo. Situada bajo el Minhocão, esta plaza no se considera una atracción turística debido a la enorme cantidad de basura que se vierte en ella. La plaza tiene juguetes para que los niños interactúen y aprendan un poco sobre la historia de la ciudad de São Paulo.
Sus vías afluentes son la Rúa São Vicente de Paulo, la Rúa das Palmeiras, la Rúa Doutor Albuquerque Lins, la Av. Angélica y también la Avenida São João así como el Elevado Presidente João Goulart.
Los alrededores de la plaza Marechal Deodoro están bien comunicados por transporte público. La estación Marechal Deodoro, de la Línea 3-Roja, existe desde 1988. También hay numerosas líneas de autobús que llegan y parten de la estación hacia varios otros puntos de la ciudad.